# Danuta Węgiel
Danuta Węgiel (ur. 2 stycznia 1961 w Elblągu) – polska artystka fotograf, portrecistka, fotoreporter. Członkini Związku Polskich Artystów Fotografików. Członek Zarządu Okręgu Krakowskiego ZPAF. Członkini Stowarzyszenia Dziennikarzy Polskich.

## Życiorys
Danuta Węgiel w 1992 ukończyła studia na Uniwersytecie Jagiellońskim (religioznawstwo) w Krakowie, związana z krakowskim środowiskiem fotograficznym – mieszka, pracuje, tworzy w Krakowie. Jest wykładowcą fotografii prasowej w Instytucie Dziennikarstwa i Komunikacji Społecznej Uniwersytetu Papieskiego Jana Pawła II w Krakowie. Jako fotoreporter od 2012 współpracuje z Agencją prasową Fotonova. W 1993 rozpoczęła współpracę z Tygodnikiem Powszechnym. Miejsce szczególne w jej twórczości zajmuje fotografia kreacyjna, fotografia portretowa (m.in portrety osób publicznych: Michał Głowiński, Stanisław Lem, Ewa Lipska, Czesław Miłosz, Jerzy Pilch, Wisława Szymborska, Marcin Świetlicki, Olga Tokarczuk, Jerzy Turowicz) oraz fotografia reportażowa. Od 2006 do 2011 była członkinią Kolektywu Fotografów Visavis. Od 2007 współpracuje z kolektywem fotoreporterów – Krakowską Witryną Fotograficzną. 
Danuta Węgiel jest autorką i współautorką wielu wystaw fotograficznych; indywidualnych, zbiorowych oraz poplenerowych. W 2012 została przyjęta w poczet członków rzeczywistych Okręgu Krakowskiego Związku Polskich Artystów Fotografików (legitymacja nr 1112), w którym obecnie pełni funkcję członka Zarządu Okręgu (skarbnik – kadencja na lata 2017–2020).

## Wybrane wystawy indywidualne
- Portrety – Fort Sztuki (i) Życia (Kraków 2023)[22]
- Stopklatka Obecności – Galeria Sztuk Wizualnych Vauxhall (Krzeszowice 2022)[23]
- Na styku – Galerii Obok ZPAF (Warszawa 2022)[24]
- Stopklatka Obecności – Miejska Biblioteka Publiczna (Myślenice 2021)[25]
- W przestrzeni Lema – Muzeum Miasta Ostrowa Wielkopolskiego (2021)[26]
- Olga Tokarczuk w obiektywie Danuty Węgiel – Piwnica Pod Baranami (Kraków 2020)[27]
- Stopklatka Obecności – Galerii Muzeum Staszica (Piła 2020)[28]
- Stopklatka Obecności – Galeria PUSTA (Katowice 2019)[29]
- Stopklatka Obecności – Danuta Węgiel – Szara Galeria Centrum (Kraków 2019)[15]
- Wiatraczek czasu – Portrety – Galeria ARTkwarium (Sosnowiec 2018)[13]
- Wiatraczek czasu – Portrety – Galeria Śnieżne Krużganki (Piotrków Trybunalski 2018)[12]
- Stopklatka obecności – Galeria OPe (Rzeszów 2018)
- Na Styku – Galeria ZPAF (Kraków 2017)[21]
- Lem na Klinach – Dom Kultury Kliny (Kraków 2015)
- Obecność – Galeria Spatium Novum (Elbląg 2013)
- Karnawałowe sny – Artefakt Cafe (Kraków 2011);
- Zewnętrznie – Wewnętrznie – Galeria Punkt Gdańskiego Towarzystwa Przyjaciół Sztuk (Gdańsk 2010)
- Woda, powietrze, ogień i ziemia – Cafe Młynek (Kraków 2007)
- Portrety Krakowian – Galeria Empik (Kraków 2004)
- Łańcuch otwartych drzwi – Klub Nowy Żaczek (Kraków 1987)

Źródło

## Wybrane wystawy zbiorowe
- GERANIUM – galeria ZPAF (Kraków 2023)[30]
- Szalony Kraków – Krakowska Witryna Fotograficzna, Galeria OPe (Rzeszów 2018)
- 10-lecie istnienia Krakowskiej Witryny Fotograficznej – Klub Dziennikarzy Pod Gruszką (Kraków 2017)
- Puls Miasta – Krakowska Witryna Fotograficzna, Klub Dziennikarzy Pod Gruszką (Kraków 2015)
- Szalony Kraków – Krakowska Witryna Fotograficzna, Śródmiejski Dom Kultury (Kraków 2014)
- Impresje (wystawa poplenerowa) – Galeria Nobiles, Dom Kultury Światowid (Elbląg 2014)
- Impresje (wystawa poplenerowa) – Galeria Nobiles, Dom Kultury Światowid (Elbląg 2013)
- Impresje (wystawa poplenerowa) – Galeria Nobiles, Dom Kultury Światowid (Elbląg 2012)
- 5–lecie działalności Krakowskiej Witryny Fotograficznej – Galeria Empik (Kraków 2012)
- Impresje (wystawa poplenerowa) – Galeria Nobiles, Dom Kultury Światowid (Elbląg 2011)
- Impresje (wystawa poplenerowa) – Galeria Nobiles, Dom Kultury Światowid (Elbląg 2010)
- Impresje (wystawa poplenerowa) – Galeria Nobiles, Dom Kultury Światowid (Elbląg 2009)
- Sekwencje i fotomontaże – Galeria Fotografii Pod Baranami (Kraków 1990)

Źródło